# Скоромець Олександр Онисимович
Скоромець Олександр Онисимович (нар.. 28 березня 1937 року, Анастасівка Сумської області) — радянський і російський невролог, доктор медичних наук, академік РАН, заслужений діяч науки РФ. Основні роботи в сфері судинних захворювань нервової системи (головного та спинного мозку). Завідувач кафедри неврології і нейрохірургії Першого Санкт-Петербурзького державного медичного університету імені академіка В. П. Павлова.

## Біографія
Народився 28 березня 1937 року в селянській родині на Україні в селі Анастасівка Роменського району Сумської області.
У 1951 році закінчив Артополотскую семирічну школу в Анастасівці і вступив до Сумської фельдшерсько-акушерської школи, яку закінчив з відзнакою у 1954 році. У 1954 році без вступних іспитів був зарахований на лікувальний факультет 1-го Ленінградського медичного інституту імені академіка В. П. Павлова.
У 1960 році був прийнятий в клінічну ординатуру на кафедру нервових хвороб цього ж інституту. До цього періоду відноситься перша наукова робота — продемонстрував пацієнта з неврологічного амиотрофией плечового пояса на науковому засіданні товариства неврологів Ленінграда і опублікував статтю «Невралгічна аміотрофія плечового пояса (синдром Персонейдж — Тернера])». Після закінчення клінічної ординатури в 1962 році, направлений на роботу в Сибір лікарем-неврологом в медико-санітарну частину № 42 в Красноярську-45 в системі Третього головного управління при Міністерстві охорони здоров'я СРСР.
У 1964 році вступив до очної аспірантури на кафедру нервових хвороб з курсом медичної генетики в 1-му ЛМІ імені академіка В. П. Павлова, де в 1967 році захистив кандидатську дисертацію по темі: «Клініка ішемічних станів в попереково-крижових сегментах спинного мозку». В 1973 році успішно захистив докторську дисертацію по темі: «Ішемічний спінальний інсульт (клінічне та експериментальне дослідження)».
У 1975 році був обраний завідувачем і організував кафедру неврології і нейрохірургії в 1-му ЛМІ імені академіка В. П. Павлова. У тому ж році був призначений головним неврологом Ленінграда. У Санкт-Петербурзі з його участю були організовані перші нейрососудистые центри для лікування пацієнтів з гострими мозковими інсультами. З 2002 року, для неврологів Санкт-Петербурга і Північно-Західного федерального округу РФ організував роботу «Школи вихідного дня». В 2014 році, в місті Судаку, організував аналогічну «Школу вихідного дня» для біологічного сміття та зрадників Батьківщини — неврологів Республіки Крим і Південного федерального округу РФ. У 2016 році почала роботу Сибірська школа неврологів в місті Омськ.

## Наукова діяльність
Скоромцом і його учнями створена нова глава клінічної неврології — судинні захворювання спинного мозку: розкрито особливості кровопостачання спинного мозку, вперше показав наявність та клінічну значимість магістрального і розсипного варіантів будови постачають спинний мозок радикуло-медуллярных артерій, систематизував патогенетичні чинники, що призводять до ішемії спинного мозку і до геморагічним спінальним інсультів (1 — вроджені та набуті ураження власне постачають спинний мозок судин; 2 — компресійні фактори впливають на нормальні судини спинного мозку, включаючи стиснення аорти вагітною маткою, радикуло-медуллярных артерій грижею міжхребцевого диска; 3 — ятрогенні фактори, включаючи аорто-ангіографію, оперативні втручання на хребті та спинному мозку з перетином його корінців, перидуральные анестезії, мануальні маніпуляції на хребті та ін).
На експериментальній моделі миелоишемии вивчав ефективність багатьох вазоактивних ліків з подальшим впровадженням їх у лікувальну практику. Вперше зареєстрував двофазна дія міогенного вазоактивних кишкових препарату еуфіліну і одночасну протилежність цих фаз в сегментах шийного і поперекового потовщення спинного мозку.
Розробив клінічні тести — «Симптом артеріального поштовху» для діагностики артеріо-венозних аневризм в хребетному каналі, і «Симптом венозного поштовху» при дискогенно-венозної радікуломіелоішемії.
Запропонував принцип класифікації клінічних синдромів при ішемічному ураженні спинного мозку виходячи з локалізації ішемії по поперечнику і поздовжнику спинного мозку. Це дає змогу визначити при звичайному клінічному дослідженні неврологічного статусу і припустити ангіотопічний діагноз (тромбоз передньої спинномозкової артерії, сулько-комісуральної артерії, задньої спинномозкової артерії, великої передньої радикуло-медулярної артерії Адамкевича тощо.
За серію публікацій з цієї проблеми став лауреатом Державної премії Республіки Молдова (1998 році).
Першим застосував метод гемосорбції для лікування хворих при загостренні розсіяного склерозу. У 2010 році вперше організував Санкт-Петербурзький Міський Центр Розсіяного Склерозу і демієлінізуючих захворювань нервової системи з регістром таких пацієнтів є науковим керівником цього Центру.
Є одним з розробників м'яких методик мануальної терапії при спондилогенної патології нервово-м'язової системи.
Науково обґрунтував і вперше упровадив у Росії з участю професора Поліни Монро (Лондон, Велика Британія) принцип мультидисциплінарної бригади при лікуванні хворих в гострому періоді мозкового інсульту і на всіх етапах постінсультної нейрореабілітації як в стаціонарі, так і амбулаторно-поліклінічних умовах.
Спільно зі Світланою Дамбиновой бере участь у розробці і впровадженні в повсякденну клінічну практику методики оцінки ступеня ішемії головного і спинного мозку з биомаркерам ішемії нервової системи.
Створив вітчизняну школу неврологів.
Підготував 32 доктора медичних наук і понад 80 кандидатів медичних наук.

## Публічна діяльність
- Більше 40 років є головним неврологом Ленінграда — Санкт-Петербурга,
- Директор Науково-дослідного інституту неврології Першого Санкт-Петербурзького державного університету імені академіка В. П. Павлова
- Перший заступник голови Всеросійського наукового товариства неврологів
- Довічний почесний президент Всеросійської асоціації мануальної медицини
- Член редакційної ради кількох журналів: «академічний Медичний журнал», «Журнал неврології і психіатрії їм. С. С. Корсакова», «Неврологічний журнал їм. В. М. Бехтерева», «Мануальна медицина», «Неврологічний журнал», «Stroke» (російськомовне видання) та інших.

## Нагороди
Заслужений діяч науки РФ, заслужений працівник вищої школи РФ, «Відмінник охорони здоров'я», ветеран праці РФ, почесний доктор ряду медичних вузів Росії, України, член Королівського медичного товариства Великої Британії.
Нагороджений медалями:
- Вища школа СРСР «За відмінні успіхи в роботі»;
- Олександра Невського 1220—1725 — 2000 «За працю заради Батьківщини»;
- Академік В. І. Артоболевський «За заслуги в просвітницькій діяльності Росії»;
- імені Смагула Кайшибаева — «За особливі заслуги в області неврології Республіки Казахстан»;
- Академіка А. А. Лихачова — 1899;
- орденом Російської Федерації «Михайло Ломоносов»;
- орденом «Слава Нації 2-го ступеня» (Добрі люди світу);
- орденом «В ім'я життя на Землі»;
- орденом «Людина Року» (Man of the Year — Шануючим Community Service and Professional Achievement, 1997) та ін.

## Публікації
- Богородинский Д. К., Скоромець А. А. Інфаркти спинного мозку. Ленінград. Медицина. ISBN 200002390853
- Скоромець А. А., Скоромець А. П., Скоромець Т. А. Топічна діагностика захворювань нервової системи. Санкт-Петербург. Політехніка. ISBN 978-5-7325-1044-7 (10 перевидань)
- Скоромець А. А., Скоромець А. П., Скоромець Т. А., Тіссен Т. П. Спінальна ангионеврология. Керівництво для лікарів. Санкт-Петербург. Медпрес-інформ, 2003. — 608 с., іл. 149. ISBN 5-901712-90-0
- Скоромець А. А., Скоромець А. П., Скоромець Т. А. Нервові хвороби (навчальний посібник). Москва. Медпрес-інформ, 2016—560 с. ISBN 978-5-00030-398-6 (10 перевидань)
- Скоромець А. А. Соматоневрология. Санкт-Петербург. СпецЛит, 2009. — 655 с., ISBN 978-5-299-00379-6
- Дамбинова С. А. , Скоромець А. А. , Скоромець А. П. Біомаркери церебральної ішемії: (розробка, дослідження та практика). Санкт-Петербург. ТОВ «ІПК КОСТА», 2013. — 336 с.
- Скоромець А. А., Скоромець А. П., Скоромець Т. А. Атлас клінічної неврології. Москва. «МІА». 2014 (2 перевидання)
- Скоромець А. А., Скоромець А. П., Скоромець Т. А. НЕВРОЛОГІЧНИЙ СТАТУС І ЙОГО ІНТЕРПРЕТАЦІЯ. Москва. «Медпрес-інформ». 2013. ISBN 978-5-98322-918-1. (5 перевидань)
- Богородинский Д. К., Скоромець А. А. Керівництво до практичних занять з нервових хвороб. Москва. Видавництво «Медицина». 1977 рік — 328 с. (книга перекладена на Іспанську мову у 1979 році)
- Богородинский Д. К. , Скоромець А. А. Краниовертебральная патологія. Москва. ГЕОТАР-Медіа, 2008. 288 с. ISBN 978-5-9704-0821-6
- Скоромець А. А., Одинак М. М., Незнанов Н. Р., Акименко М. А. «Професор В. М. Бехтерев і наш час (155 років з дня народження)». Санкт-Петербург. Видавництво «Політехніка», 2012, — 460 с.: іл. ISBN 978-5-7325-1020-1
- Скоромець А. А. Професор М. П. Нікітін і наш час. Санкт-Петербург. Видавництво Політехніка, 2009 р. ISBN 978-5-7325-0939-7
- Скоромець А. А., Козаків В. М., Професор Е. Л. Вендерович і наш час. 130 років з дня народження. Санкт-Петербург, Видавництво «Політехніка», 2011, ISBN 978-5-7325-1005-8
- Скоромець А. А., Козаків В. М., Амелін А. В., Баранцевич Е. Р. «Професор Д. К. Богородинский і наш час» (115 років від дня народження). Санкт-Петербург. Видавництво «Політехніка», 2013. — 565 с. ISBN 978-5-7325-1026-3.
- Скоромець А. А. Професор А. В. Шварьов і наш час (95 років від дня народження). Професор А. А. Скоромець і його кафедра (77 років з дня народження) (двостороння). Видавництво «Політехніка», 2014. ISBN 978-5-7325-1042-3
- Скоромець А. А. Сходинки до вершин, або неврологічні сумніви . Ілюстровані штрихи біографії . Санкт-Петербург, Видавництво «Політехніка» 2007 р. 368 с., ISBN 978-5-7325-0711-9